# Lacabarède
Lacabarède è un comune francese di 307 abitanti situato nel dipartimento del Tarn nella regione dell'Occitania.

## Società

### Evoluzione demografica
Abitanti censiti